# Nombre d'Avogadro
Pour les articles homonymes, voir Avogadro.

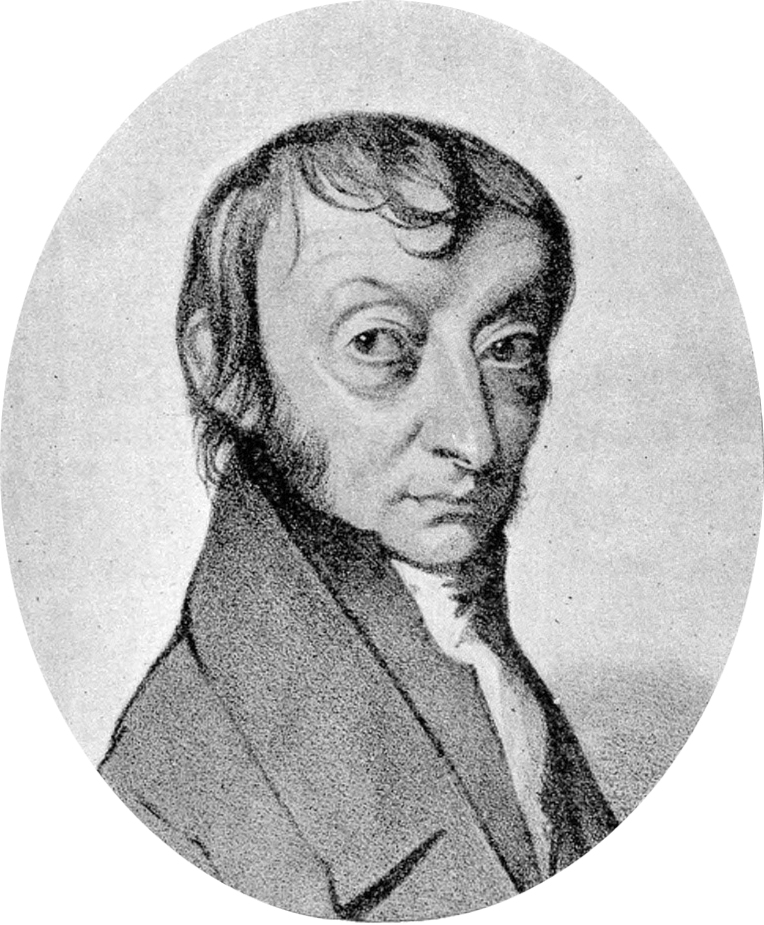
Portrait d'Amedeo Avogadro.

En physique et en chimie, le nombre d'Avogadro  (ou constante d'Avogadro) est le nombre d’entités (atomes, molécules, ions ou particules en général) qui se trouvent dans une mole de matière. Il est nommé par Jean Perrin en l'honneur du physicien et chimiste Amedeo Avogadro et noté {\displaystyle N_{\text{A}}}. Il est aussi nommé nombre de Loschmidt (et noté {\displaystyle L}) dans le monde germanophone, en l'honneur de Josef Loschmidt.
- Jusqu'au 20 mai 2019, le nombre d'Avogadro (donc aussi la mole) est défini comme le nombre d'atomes de carbone dans 12 grammes (12 × 10−3 kg) de carbone 12[2], le kilogramme étant lui-même défini comme la masse d'un étalon international[3]. Sa valeur est mesurée à[4] :
{\displaystyle N_{\text{A}}} = 6,022 140 857(74) × 1023 mol−1.
- À partir du 20 mai 2019, le nombre d'Avogadro devient une constante fixée par convention, qui définit la mole :
{\displaystyle N_{\text{A}}} = 6,022 140 76 × 1023 mol−1, exactement[5].

Le kilogramme étant désormais défini en fixant les valeurs de trois constantes (la période de la radiation correspondant à la transition entre les deux niveaux hyperfins de l'état fondamental de l'atome de césium 133 à la température du zéro absolu, la vitesse de la lumière et la constante de Planck), le nombre d'atomes de carbone contenus dans 12 g de carbone 12 reste sujet à la mesure (laquelle est encore en cours d'améliorations importantes), mais n'a plus de nom particulier.
Jean Perrin a décrit dans son livre de vulgarisation Les Atomes (1913) les expériences concordantes qui ont permis d'approcher le nombre supposé par Avogadro et ainsi d'asseoir la théorie atomique.
Si {\displaystyle N(\mathrm {X} )} désigne le nombre d'entités élémentaires X d'un échantillon donné d'une substance chimique, son nombre de moles {\displaystyle n(\mathrm {X} )} est donné par la relation :
{\displaystyle n(\mathrm {X} )={\frac {N(\mathrm {X} )}{N_{\mathrm {A} }}}}.
Le nombre d'Avogadro est également le facteur de conversion entre le gramme par mole et l'unité de masse atomique (u) :
1 g/mol = {\displaystyle N_{\text{A}}} u.

## Valeur numérique
Dans les unités SI, le BIPM indique en 2015 la valeur suivante :
{\displaystyle N_{\text{A}}} = 6,022 140 76(12) × 1023 mol−1
c'est-à-dire avec une incertitude standard de 1,2 × 1016 mol−1, soit une incertitude relative de 2,0 × 10−8. Cette incertitude est relativement élevée. Dans le domaine de la détermination des constantes, le défi de déterminer le nombre d'Avogadro avec plus de précision (la mole étant définie à partir du carbone 12) a longtemps été l'un des plus importants.
Lors de sa 26e réunion, le 16 novembre 2018, la Conférence générale des poids et mesures (CGPM) a décidé qu'à compter du 20 mai 2019, la constante d'Avogadro serait égale à exactement :
{\displaystyle N_{\text{A}}} = 6,022 140 76 × 1023 mol−1,
ce qui constituera désormais la définition de la mole.

## Exposé simplifié
La masse de l'atome est pratiquement égale à celle du noyau, pour deux raisons :
- les électrons sont moins nombreux que les nucléons (c’est-à-dire les constituants du noyau : protons et neutrons) : dans l'atome neutre il y a bien autant d'électrons que de protons, mais aux protons se rajoutent les neutrons ;
- surtout, le neutron a presque la même masse que le proton, alors que l'électron est 1 836 fois plus léger.

On obtient par conséquent une mesure assez précise de la masse de l'atome en multipliant son nombre de nucléons (appelé nombre de masse et noté A) par la masse d'un nucléon, environ 1,67 × 10−24 g. Un gramme de matière contient donc environ six cent mille milliards de milliards de nucléons (1/1,67 × 10−24 ≈ 6 × 1023) ; ce nombre est proche du nombre d'Avogadro, noté {\displaystyle N_{\text{A}}}.
Ainsi, la masse de {\displaystyle N_{\text{A}}} molécules est proche de A grammes où A est le nombre de nucléons de la molécule. Par exemple, la molécule d'eau (constituée de deux atomes d'hydrogène H et d'un atome d'oxygène O) comporte 18 nucléons (1 nucléon pour chaque H et 16 nucléons pour l'O, en négligeant les isotopes), donc 18 g d'eau contiennent six cent mille milliards de milliards de molécules. L'isotope du fer, le fer 56, comporte 26 protons et 30 neutrons, donc 56 g de fer 56 contiennent environ six cent mille milliards de milliards d'atomes. En réalité, les différents isotopes naturels des éléments (qui diffèrent par leur nombre de neutrons, le nombre de protons étant caractéristique d'un élément) font que la masse de {\displaystyle N_{\text{A}}} atomes d'un élément X peut être assez différente : par exemple une mole de fer a une masse moyenne d'environ 55,846 g, et non 56 g.

## Autres utilisations
- La constante des gaz parfaits {\displaystyle R} est le produit de la constante de Boltzmann {\displaystyle k_{\text{B}}} par le nombre d'Avogadro : {\displaystyle R=N_{\text{A}}k_{\text{B}}}.
- La constante de Faraday {\displaystyle F} est le produit de la charge élémentaire {\displaystyle e} par le nombre d'Avogadro[7] : {\displaystyle F=N_{\text{A}}e}.

## Mesure du nombre d'Avogadro
Le tableau de Mendeleïev décrit les éléments et leurs masses relatives respectives. L'intérêt de mesurer le nombre d'Avogadro est d'établir le facteur d'échelle entre le monde microscopique des atomes et le monde macroscopique de la matière à notre échelle. Le choix de tel ou tel élément comme référence pour sa définition n'a pas d'intérêt intrinsèque, c'est une convention directement liée aux plus ou moins grandes difficultés métrologiques. D'ailleurs il a changé, {\displaystyle N_{\text{A}}} étant d'abord défini à partir de l'hydrogène, puis de l'oxygène 16, et enfin du carbone 12. Le choix le plus naturel aurait sans doute été celui du proton (dont une mole aurait eu la masse d'un gramme), mais à l'époque on ne savait pas que l'atome était sécable.
Le silicium a aussi été envisagé comme étalon, il aurait permis de créer une sphère d'une grande pureté. Mais la question est devenue obsolète avec la redéfinition du système d'unités qui est entrée en vigueur à la mi-2019.

## Histoire

### Une conséquence du positivisme
La difficulté de diffusion des hypothèses d'Avogadro est due à la philosophie scientifique de l'époque : elle interdisait les « hypothèses » non démontrées, ou non démontrables. Il valait mieux faire une théorie qui s'en passât.
Elle est aussi due à l'incompréhension de la liaison covalente, qui n'a été réellement comprise par Heitler et London qu'en 1927, grâce à la mécanique quantique (1926),. La théorie ionique de Berzelius ne permettait pas l'existence du dihydrogène ou du dioxygène.
De ce fait, le langage hésite : avant de comprendre qu'une molécule est composée d'atomes, et pourquoi H2 plutôt que H4, et pourquoi NO2 plutôt que N2O4, il faut du temps pour amasser suffisamment de données compatibles, et écarter les « inclassables » (par exemple, les berthollides).
Au début du XIXe siècle, Avogadro énonça sa loi, dite aussi loi des gaz parfaits (1811). Ampère l'encouragea en 1814, mais il se rétracta devant une levée de boucliers. La réaction des anti-atomistes (on disait les équivalentistes), d'inspiration positiviste, se durcit encore avec Dumas en 1836, puis Berthelot et Le Chatelier.
Le Congrès de Karlsruhe de 1860 permit aux deux communautés d'enterrer la hache de guerre. Mais les jeunes chimistes en revinrent convertis à la théorie atomique par le rapport de Cannizzaro.
Il est alors admis que dans un gaz dit parfait, le volume {\displaystyle V_{0}} occupé par {\displaystyle N} particules, sous la pression {\displaystyle P_{0}} et la température {\displaystyle T_{0}} est le même quel que soit le gaz, ceci étant en fait une définition d'un gaz parfait, théorique.
Il restait à mesurer ce nombre {\displaystyle N}, ce qui n'était plus qu'une question de métrologie.

### L'intervention de Maxwell
Le premier texte important de théorie cinétique des gaz est celui, au XVIIIe siècle, de Daniel Bernoulli qui calcula correctement la pression cinétique (1738, Hydrodynamica)[source insuffisante]. Mais ce document passa inaperçu.
Lorsque Loschmidt trouva la première valeur en ordre de grandeur : 1024, cela donnait aux atomes une taille de 0,1 nm. Et il fallut toute l'autorité de Maxwell pour que ces résultats fussent considérés comme crédibles. La théorie cinétique des gaz avait acquis « ses lettres de noblesse » (1870).

### Le nombre d'Avogadro comme confirmation de la théorie atomique
L'existence même des atomes reste contestée jusqu'au début du XXe siècle. Jean Perrin publie en 1913 une synthèse sur le sujet dans laquelle il liste treize protocoles expérimentaux visant à mesurer le nombre d'Avogadro sous l'hypothèse de l'existence des atomes. Dix donnent un résultat compris entre 6,0 × 1023 et 6,9 × 1023 :
| Phénomène physique                                                  | Valeur déduite          |
| ------------------------------------------------------------------- | ----------------------- |
| Viscosité des gaz                                                   | 6,2 × 1023              |
| Mouvement brownien (répartition de particules)                      | 6,83 × 1023             |
| Mouvement brownien (déplacement de particules)                      | 6,88 × 1023             |
| Mouvement brownien (rotation de particules)                         | 6,5 × 1023              |
| Mouvement brownien (diffusion de particules)                        | 6,9 × 1023              |
| Opalescence critique                                                | 7,5 × 1023              |
| Couleur du ciel                                                     | 4,5 × 1023 - 7,5 × 1023 |
| Spectre de corps noir                                               | 6,4 × 1023              |
| Charge électrique d'un gaz ionisé                                   | 6,8 × 1023              |
| Radioactivité α (particules émises par un échantillon de radium)    | 6,25 × 1023             |
| Radioactivité α (masse d'hélium émise par un échantillon de radium) | 6,4 × 1023              |
| Radioactivité α (masse de radium disparue)                          | 7,1 × 1023              |
| Radioactivité α (énergie rayonnée par un échantillon de radium)     | 6,0 × 1023              |

### Compléments
Il existe au fond deux problèmes distincts :
- la compréhension en chimie du fait que les molécules sont constituées d'atomes, et échangent ces atomes lors d'une réaction chimique pour donner d'autres molécules (de propriétés différentes) ;
- le fait que ces « particules » (molécules ou atomes), dans un état gazeux dit parfait (c'est-à-dire sans interactions entre elles), occupent toutes le même volume moyen : soit 22,414 litres sous une pression de 1,013 25 × 105 Pa et une température de 273,15 K, pour le nombre de particules égal au nombre d'Avogadro : cette mesure relève plutôt de la physique.

Gassendi rénove la théorie atomique (1638) ; le premier théorème de théorie cinétique des gaz date de Bernoulli en 1738. Mais il sera oublié jusqu'à Clausius, vers 1855. La raison en est qu'il faut que la chimie se dépêtre de l'alchimie grâce à la balance.

#### Atomes et chimie
Il fallut extraire les corps purs des mélanges (piège des eutectiques et des azéotropes, piège des cristaux isomorphes). Après Wenzel (1782), Richter (1795), la querelle Berthollet-Proust (1799-1806), il fut admis qu'un corps pur est composé des mêmes corps simples dans les mêmes proportions discontinues et définies : eau et eau oxygénée sont deux corps purs différents. John Dalton (1808) propose la classification en corps binaire (A + B → AB), ternaire (A + 2B → AB2), indiquant clairement sa vision atomique des molécules, et donne les masses relatives des « équivalents ». Berzelius proposera de nommer chaque élément par un symbole. Gay-Lussac établit pour les composés gazeux les lois des volumes en proportions définies (1809). Voir aussi Loi des proportions définies.
La difficulté était celle-ci : en eudiométrie, la décomposition de l'eau donne 2 volumes de dihydrogène et 1 volume de dioxygène. La recomposition de l'eau fait que ces volumes ne redonnent que 2 volumes de vapeur d'eau.
Le pas immense que franchit Avogadro est d'admettre l'existence du dihydrogène et du dioxygène, qui devaient se décomposer pour donner deux molécules d'eau H2O ; ce qui permettait de résoudre les conflits entre Dalton et Gay-Lussac. Mais ces « décomposition » et recombinaison étaient en tout état de cause fort problématiques. Il est peu écouté : la théorie de Berzelius ne permet pas de rendre compte de l'existence de la « molécule » H2.
Néanmoins Berzelius perfectionne la notion de masse relative des éléments (la loi de Dulong et Petit joue alors un rôle important (1819) ; la loi cristalline de Mitscherlich (en) (1819-1823) aussi).
Dumas, en 1826, est adepte convaincu du système atomique de Dalton, et permet par sa fameuse loi (d = M/29) de déterminer moult masses molaires. Mais convaincu par la philosophie positiviste, il rejette l'atomisme en 1836 : ses vapeurs de phosphore blanc P4, et d'hexasoufre S6, puis graduellement de disoufre S2 l'ont, à l'évidence, contrarié.
Gmelin, anti-atomiste convaincu, ne fait toujours pas la différence entre atome et molécule et donne la Table des Equivalents (1830).
Faraday publie ses équivalents électrochimiques ioniques dans les lois de l'électrolyse (1833).
Conclusion : faute de comprendre H2, P4 et S6, la théorie atomique achoppe, malgré Gaudin (1833), qui, sans succès, reprend Avogadro, et définit le dihydrogène, le tétraphosphore… et distingue parfaitement entre molécule, faite d'atomes éléments.
La chimie organique (Wöhler, synthèse de l'urée (1828)) et son omniprésente covalence, fait oublier Berzelius ; et Gerhardt (1843), puis Laurent (1846) redécouvrent ce qu'avait dit Gaudin. La thermochimie naissante des années 1845 confirme : il faut briser H2 et Cl2 pour donner 2 HCl.
Restaient les étranges variations « graduelles ». Cannizzaro sauve la théorie atomique : il y a dissociation progressive. Sainte-Claire Deville confirme. On est en 1856.
Le congrès de Karlsruhe de 1860 enterre la hache de guerre entre équivalentistes et atomistes ; mais clairement les atomistes seront avantagés dans leur compréhension de la chimie.

#### Physiciens et la taille des atomes
La théorie du calorique de Black vient perturber la physique du XVIIIe siècle. En Angleterre, Joule (1848) redécouvre les travaux de Bernoulli. Krönig (1856) améliore ; Clausius (1857) trouve l'expression de la vitesse quadratique moyenne des atomes :
{\displaystyle u={\sqrt {\frac {3\times RT}{M}}}}, soit {\displaystyle 485\ {\rm {{m/s}\times {\sqrt {\frac {T}{273}}}\times {\sqrt {\frac {29}{M}}}}}},
et il retrouve l'explication d'Avogadro, de Gaudin et autres : l'« hydrogène » est du dihydrogène.
La vitesse moyenne était très élevée ; mais Clausius invente la notion géométrique capitale de libre parcours moyen :
{\displaystyle L\sim {\frac {1}{nS}}}, avec {\displaystyle S} la section efficace.
La théorie cinétique des gaz est née ; l'ordre de grandeur du coefficient de diffusion sera : {\displaystyle D={\frac {1}{3}}u\,L} en m2 s−1, comme la viscosité cinématique. Loschmidt en tirera (1865) la valeur de la taille des atomes et le nombre d'Avogadro. William Thomson (Lord Kelvin) essaiera de leur donner une structure de nœuds, mais ce sera en 1926, l'équation de Schrödinger, puis les équations de Hartree-Fock qui donneront la solution actuelle.